# Anta do Vale de Sancho
Die Anta do Vale de Sancho, auch unter dem Namen Anta do Vale da Estrada bekannt, ist eine Megalithanlage gut 9 km nördlich Castelo de Vide, in der Gemeinde (portugiesisch Freguesia)  Santa Maria da Devesa im Kreis (portugiesisch Concelho) Castelo de Vide, Distrikt Portalegre im nordöstlichen Alentejo.
Das Grab liegt am Hang eines Hügels etwa 1 km westlich der Ribeira de Vide, an deren Ufer ungefähr 1,5 km – 2 km südlich auch die Anta do Cerejeiro und die  Anta da Várzea dos Mourões und etwa 1,4 km östlich die Anta do Porto Aivado errichtet wurden.
Anta, Mámoa, Dolmen, Orca und Lapa sind die in Portugal geläufigen Bezeichnungen für die ungefähr 5000 Megalithanlagen, die während des Neolithikums im Westen der Iberischen Halbinsel von den Nachfolgern der Cardial- oder Impressokultur errichtet wurden.

## Denkmalpflege
Die Anta wurde erstmals 1975 publiziert und 1986 im Rahmen einer Prospektion erneut katalogisiert, nachdem die Anlage bereits 1997 als IIP – Imóvel de Interesse Público klassifiziert und unter Schutz gestellt worden war.
Eine weitergehende archäologische Untersuchung der Fundstelle steht bisher aus.

## Befund
Die Fundstelle ist aufgrund ihrer Hanglage und der damit verbundenen Erosion stark beschädigt. Nur vier der fragmentierten Tragsteine (Orthostaten) aus Granit sind in situ erhalten, der Deckstein ist verrutscht. Da die Anta in späteren Zeiten als Wetterschutz für Landarbeiter diente, wurden die Zwischenräume der Tragsteine teilweise mit Mauerwerk geschlossen. Vom Ost–West verlaufenden Korridor sind nur noch zwei Steine erhalten.  Bisher haben sich keine eindeutigen Hinweise auf eine Überhügelung (Mámoa) des Grabes ergeben, doch können die noch ausstehenden Ausgrabungen das Bild gegebenenfalls korrigieren.
Trotz der schlechten Erhaltung kann die Anta in den Zeitraum vom Endneolithikum bis in die Kupfersteinzeit (3500–2000 v. Chr.) datiert werden.

## Funde
Über eventuelle Funde der Prospektion 1986 liegen keine Informationen vor.